# Céline Duval
Céline Duval, née le 18 juillet 1974 à Saint-Germain-en-Laye, est une artiste  conceptuelle (éditrice, iconographe, photographe) française qui vit et travaille à Houlgate. Elle enseigne à l’École supérieure d'arts et médias de Caen - Cherbourg

## Biographie
Depuis 1998 date de son diplôme de DNSEP obtenu à l'École supérieure des beaux-arts de Nantes Métropole sa production artistique est réalisée sous l'identité documentation céline duval.
Entre 2001 et 2009 elle publie 60 numéros de la Revue en 4 images dans lesquels elle confronte quatre images provenant de fonds photographiques amateurs. Elle a collaboré pendant quatre ans avec Hans-Peter Feldmann pour des projets de livres communs.
Elle est professeure de pratiques artistiques à l'école supérieure d'arts et médias de Caen - Cherbourg.

## Expositions

### Expositions personnelles
- Août 2020 : 5 Pauses à Poses, Centre national édition art image[6].
- Juin 2020 : documentation céline duval, Fonds régional d'art contemporain de Bretagne[7].